# San Pablo Tijaltepec
San Pablo Tijaltepec là một đô thị thuộc bang Oaxaca, Mexico. Năm 2005, dân số của đô thị này là 2529 người.